# Ailsa Land
Pour les articles homonymes, voir Land.
Ailsa H. Land née Dicken, née le 14 juin 1927 et morte le 16 mai 2021, est une économiste et professeure émérite britannique de recherche opérationnelle. Elle est connue pour avoir codéfini l'algorithme par séparation et évaluation avec Alison Harcourt.

## Jeunesse et éducation
Ailsa H. Dicken naît le 14 juin 1927 à West Bromwich (Staffordshire), la fille unique de Harold Horton Dicken et Elizabeth Grieg. En 1939, la Seconde Guerre mondiale fait fuir Ailsa et sa mère au Canada. Pour participer à l'effort de guerre, elles rejoignent la Canadian Women’s Army Corps en 1943. Elles rentrent en Angleterre fin 1944 et Ailsa s'inscrit à la London School of Economics (LSE) en 1946. Elle obtient un doctorat en 1956 avec une thèse An Application of the Techniques of Linear Programming to the Transportation of Coal  supervisée par George Morton. Elle y rencontre son futur époux, Frank Land.

## Optimisation linéaire
Recrutée à la LSE, elle grimpe les échelons d'assistante de recherche, conférencière, conférencière principale, lectrice puis de professeure émérite.
À la fin des années 1950, Ailsa Land travaille avec Helen Makower, Alison Harcourt et George Morton sur des problèmes d'optimisation linéaire en nombres entiers.
British Petroleum charge Land et Harcourt d'étudier l'utilisation de variables discrètes dans des modèles de programmation linéaire. Ceci les conduit à développer l'algorithme par séparation et évaluation pour résoudre leurs problèmes. Cette méthode est désormais la plus répandue pour résoudre les problèmes d'optimisation NP-complet.
Land écrit ses algorithmes de programmation linéaires et entiers en Fortran. Plus tard, avec Susan Powell, elle publie Fortran Codes for Mathematical Programming: Linear, Quadratic and Discrete (Wiley, 1973).

## Reconnaissance
Land reçoit le prix Harold Larnder de la Canadian Operational Research Society en 1994. Le prix Ailsa Land est décerné annuellement par la London School of Economics en son honneur. Elle reçoit la médaille Beale de la British OR Society en 2019.

## Publications
Land publie de nombreux articles durant sa carrière, dont :
- B. A. Farbey, A. H. Land et J. D. Murchland, « The Cascade Algorithm for Finding All Shortest Distances in a Directed Graph », Management Science, vol. 14, no 1,‎ 1967, p. 19–28 (ISSN 0025-1909, lire en ligne, consulté le 20 juin 2025)
- A. H. Land, « An Application of Linear Programming to the Transport of Coking Coal », Journal of the Royal Statistical Society. Series A (General), vol. 120, no 3,‎ 1957, p. 308–319 (ISSN 0035-9238, DOI 10.2307/2343102, lire en ligne, consulté le 20 juin 2025)
- (en) A. Land, « The Solution of some 100-city Travelling Salesman Problems » (Research report), EURO Journal on Computational Optimization, London School of Economics, vol. 9,‎ 1979 (DOI 10.1016/j.ejco.2021.100017, lire en ligne, consulté le 20 juin 2025)
- A. H. Land et A. G. Doig, « An Automatic Method of Solving Discrete Programming Problems », Econometrica, vol. 28, no 3,‎ 1960, p. 497–520 (ISSN 0012-9682, DOI 10.2307/1910129, lire en ligne, consulté le 16 septembre 2020)
- A. H. Land et Harold W. Kuhn, « Factor Endowments and Factor Prices », Economica, vol. 26, no 102,‎ 1959, p. 137–144 (ISSN 0013-0427, DOI 10.2307/2550392, lire en ligne, consulté le 20 juin 2025)
- (en) A.H. Land, G. Laporte et P. Miliotis, « A unified formulation of the machine scheduling problem », European Journal of Operational Research, vol. 2, no 1,‎ janvier 1978, p. 32–35 (DOI 10.1016/0377-2217(78)90120-0, lire en ligne, consulté le 20 juin 2025)
- A. H. Land et G. Morton, « An Inverse-Basis Method for Beale's Quadratic Programming Algorithm », Management Science, vol. 19, no 5,‎ 1973, p. 510–516 (ISSN 0025-1909, lire en ligne, consulté le 20 juin 2025)
- Alisa H. Land et S. Powell, Fortran codes for mathematical programming: linear, quadratic and discrete, New York, Wiley, coll. « A Wiley-Interscience publication », 1973 (ISBN 978-0-471-51270-7)
- (en) A. Land et S. Powell, « Computer Codes for Problems of Integer Programming », dans Discrete Optimization II, Annals of Discrete Mathematics, vol. 5, Elsevier, 1979, 221–269 p. (ISBN 978-0-08-086767-0, DOI 10.1016/s0167-5060(08)70352-2, lire en ligne)
- Ailsa Land, Susan Powell et Richard Steinberg, « PAUSE: a computationally tractable combinatorial auction », dans Combinatorial Auctions, Cambridge, MIT Press, 2006, 139–157 p. (ISBN 978-0-262-03342-8, lire en ligne), « 6 »
- A. H. Land et S. W. Stairs, « The Extension of the Cascade Algorithm to Large Graphs », Management Science, vol. 14, no 1,‎ 1967, p. 29–33 (ISSN 0025-1909, lire en ligne, consulté le 20 juin 2025)
- G. Morton et A. H. Land, « A Contribution to the "Travelling-Saleman" Problem », Journal of the Royal Statistical Society. Series B (Methodological), vol. 17, no 2,‎ 1955, p. 185–203 (ISSN 0035-9246, lire en ligne, consulté le 20 juin 2025)